# Colaspis viridiceps
Colaspis viridiceps är en skalbaggsart som beskrevs av Schaeffer 1934. Colaspis viridiceps ingår i släktet Colaspis och familjen bladbaggar. Utöver nominatformen finns också underarten C. v. viridiceps.